# Dante Iovino
Dante Iovino (Resina, 28 giugno 1912 – Milano, 4 aprile 1961) è stato un militare italiano, insignito della medaglia d'oro al valor militare da vivente nel corso della seconda guerra mondiale.

## Biografia
Nacque a Resìna, provincia di Napoli, il 28 giugno 1912, figlio di Giuseppe e Ida Zariti. Mentre frequentava come studente la facoltà di giurisprudenza dell'università di Napoli, nel giugno 1934 fu nominato sottotenente di complemento del Regio Esercito ed assegnato al 231º Reggimento fanteria fu posto in congedo nel luglio 1936. L'anno dopo partiva volontario per la Spagna inquadrato in un reparto della Milizia Volontaria Sicurezza Nazionale e col grado di capomanipolo. Rientrato in Italia nel maggio 1939 dopo essere rimasto ferito, fu collocato in congedo nel gennaio 1940 con il grado di tenente. Conseguita la laurea in giurisprudenza nello stesso anno, nel maggio 1941, richiamato in servizio attivo a domanda, fu inviato al corso applicativo presso il gruppo Carabinieri di Salerno, passava successivamente con lo stesso grado nei ruoli degli ufficiali di complemento dell'arma dei Carabinieri. Promosso capitano, nel gennaio 1942 partì per l'Unione Sovietica al comando della 413ª Sezione CC.RR. della 4ª Divisione alpina "Cuneense". Fatto prigioniero di guerra nel combattimento di Annowka, il 27 gennaio 1943, fu liberato e rientrò in Patria solo nel 1954, con il trasferimento in servizio permanente effettivo per meriti di guerra, dopo aver sopportato una dura prigionia in vari campi di punizione. Promosso maggiore con anzianità 10 febbraio 1953, comandò dapprima il gruppo esterno di Pavia e poi, da tenente colonnello, il gruppo esterno di Milano. Decedette nel capoluogo lombardo il 4 aprile 1961.

## Onorificenze
Il 182º Corso Allievi Carabinieri Ausiliari nel 1994 fu intitolato al Cap. Iovino

### Annotazioni
1. ↑  All’epoca il colonnello Iovino era il diretto superiore dell'allora capitano Carlo Alberto dalla Chiesa.

### Fonti
1. 1 2 3 4 5 6 7  Combattenti Liberazione.
2. 1 2 3  Gruppo Medaglie d'Oro al Valor Militare 1965, p. 736.
3. ↑   Medaglia d'oro al valor militare Iovine, Dante, su quirinale.it, Quirinale. URL consultato l'11 luglio 2021.